# Campionato Primavera 4
Il Campionato Primavera 4 è una competizione calcistica giovanile italiana.
Viene gestita dalla Lega Italiana Calcio Professionistico e vi partecipano formazioni Under-19 delle società le cui prime squadre siano iscritte ai campionati di Serie A, Serie B o Serie C, e in un caso al Campionato Sammarinese.

## Storia, formula e regolamento
La Primavera 4 è nata nel 2021 a seguito della riforma dei campionati primavera. Infatti, durante la stagione 2020-2021, le prime quattro squadre di ciascun girone (28 totali) sono confermate in Primavera 3 per la stagione successiva, mentre le altre 31 hanno dato vita a una fase finale dalla quale due squadre sono state confermate in Primavera 3, mentre le altre sono andate a costituire il nuovo Primavera 4 per la stagione successiva.
La stagione 2021-2022 della Primavera 4 è un torneo composto dalle compagini Under-19 di 28 società (la Juventus U23 viene sostituita dalla San Marino Academy), che vengono suddivise in tre gironi geografici da otto/nove squadre ciascuno e che si affrontano in gare di andata e ritorno. Dopo la fase play off, cui parteciperanno le 12 squadre classificatesi al 1º, 2º, 3º e 4º posto di ciascun girone, le due ammesse alla Finale acquisiscono direttamente il titolo sportivo per richiedere l’iscrizione al Campionato Primavera 3 2022/2023.
Dalla stagione 2023-2024 con la riforma dei Campionati Primavera vengono disputati due gironi, da 12 squadre ciascuno, che danno diritto a due promozioni, una per girone. I play-off vengono disputati dalle squadre classificatesi dal 1º al 5º posto, con la 1º che ha il vantaggio di disputare solo la finale (andata e ritorno), con la squadra che uscirà vincente dagli incontri che si disputano tra le altre qualificate ai play-off.

## Albo d'oro
Per la stagione 2021-2022 il titolo non viene assegnato. I vincitori dei play-off nazionali sono promossi in Primavera 3.
| Stagione  | Vincitori             |
| Stagione  | Play-off              |
| --------- | --------------------- |
| 2021-2022 | Turris, Giana Erminio |

Per la stagione 2022-2023 il titolo non viene assegnato. I vincitori dei rispettivi gironi e dei play-off nazionali sono promossi in Primavera 3.
| Stagione  | Vincitori  | Vincitori      | Vincitori                           |
| Stagione  | Girone A   | Girone B       | Play-off                            |
| --------- | ---------- | -------------- | ----------------------------------- |
| 2022-2023 | Pro Patria | Fidelis Andria | Pergolettese, San Donato Tavarnelle |

A partire dalla stagione 2023-2024 il titolo non viene assegnato. I vincitori dei rispettivi play-off del girone sono promossi in Primavera 3.
| Stagione  | Vincitori | Vincitori |
| Stagione  | Girone A  | Girone B  |
| --------- | --------- | --------- |
| 2023-2024 | Mantova   | Ancona    |
| 2024-2025 | Carpi     | Arezzo    |